# 羅滕科格爾山
46°58′46″N 12°35′52″E / 46.97944°N 12.59778°E

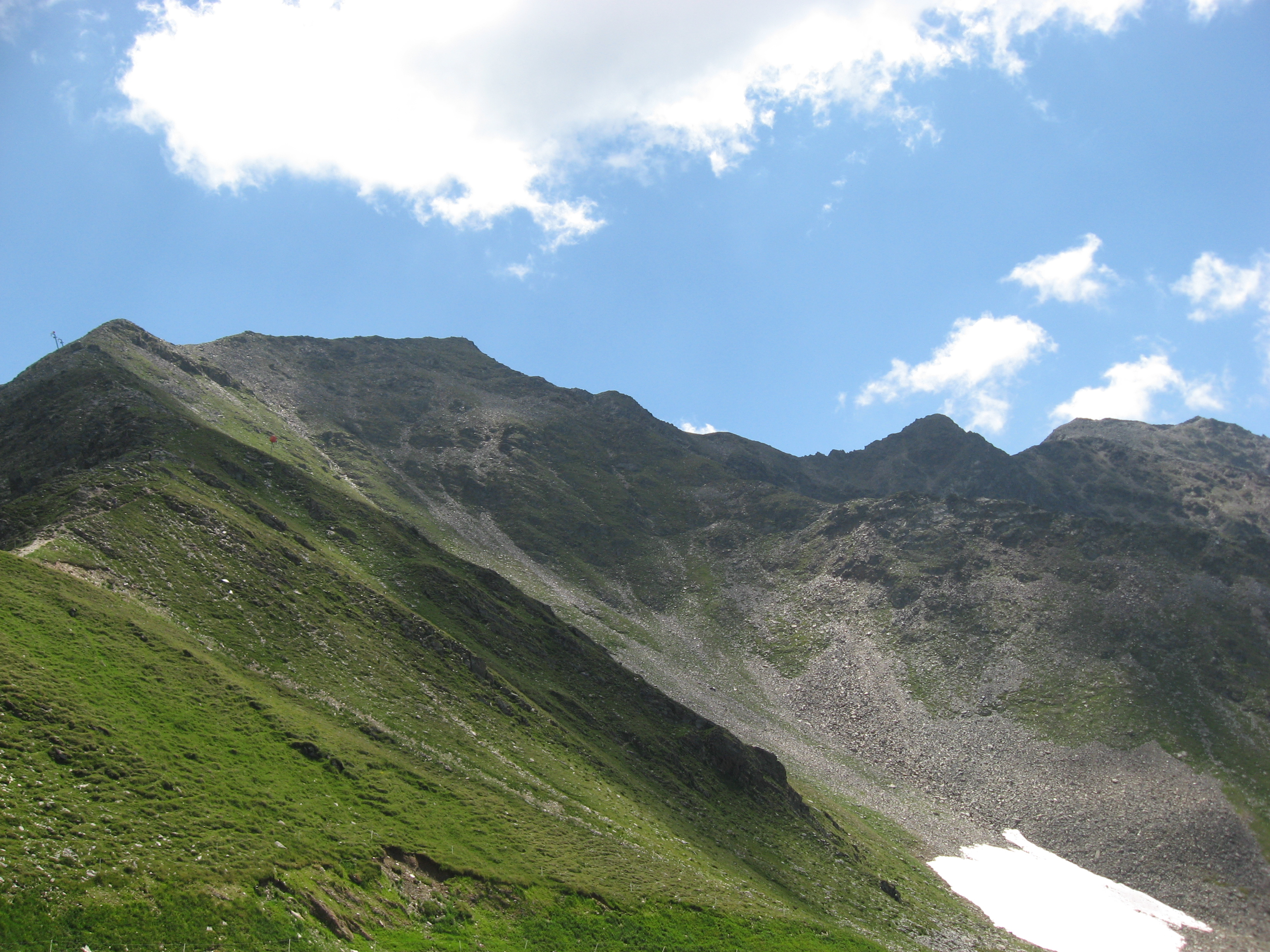

羅滕科格爾山（德語：Rotenkogel），是奧地利的山峰，位於該國西部，由蒂羅爾州負責管轄，屬於格拉納特山脈的一部分，海拔高度2,762米，每年平均降雨量2,138毫米。